# Noormarkku

Wappen von Noormarkku:
Im goldenen Wappen sitzt ein rotes Eichhörnchen auf einem schwarzen Amboss.

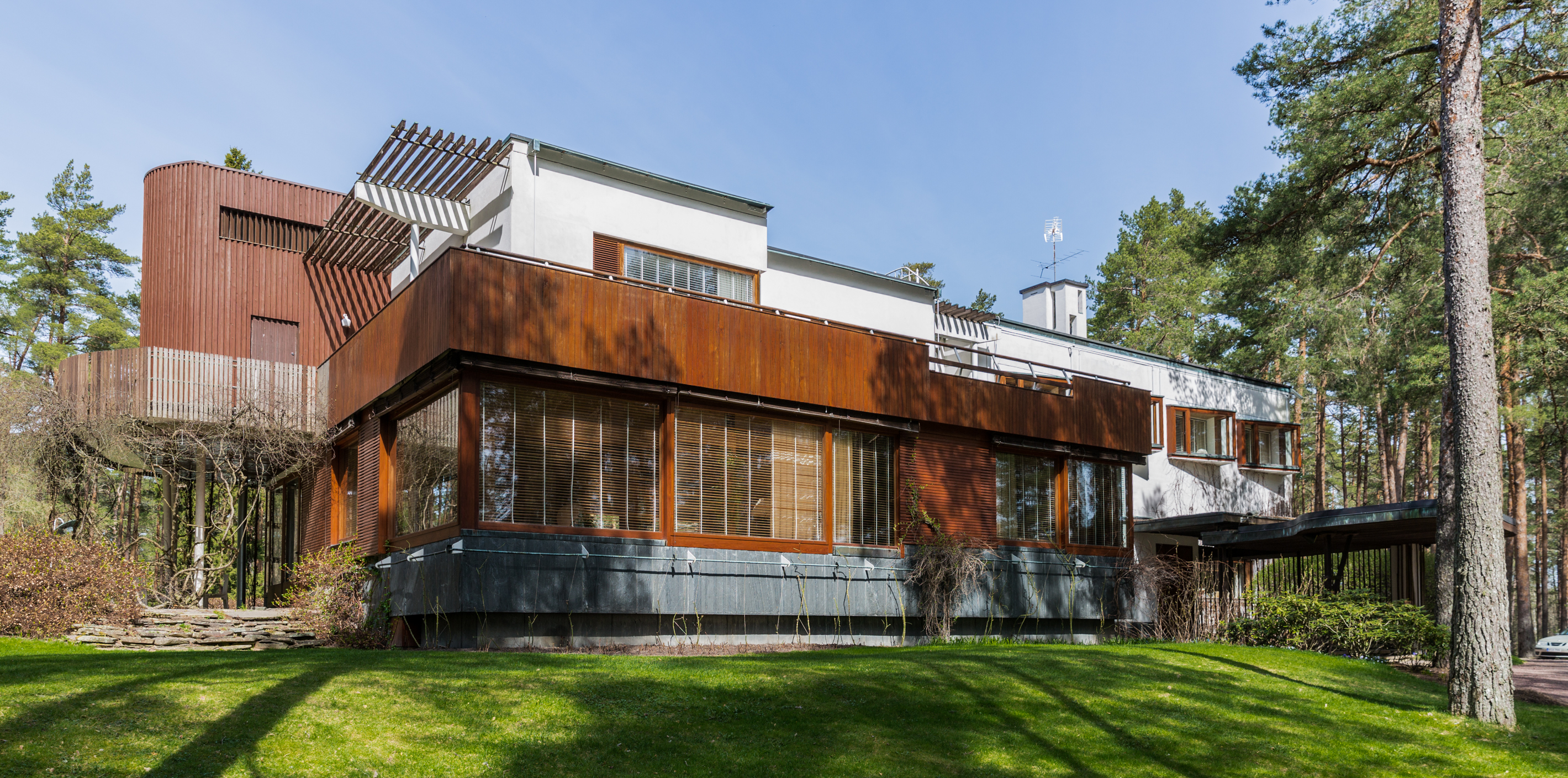
Die Villa Mairea

Noormarkku  (schwedisch Norrmark) ist eine Ortschaft in der westfinnischen Landschaft Satakunta. Seit ihrer Eingemeindung zum 1. Januar 2010 ist sie verwaltungstechnisch ein Stadtteil der rund 20 km westlich gelegenen Hafenstadt Pori. 
Noormarkku gehört zu den am frühesten industrialisierten Gemeinden Finnlands. Bereits Mitte des 18. Jahrhunderts wurden hier zwei Sägewerke errichtet, und im 19. Jahrhundert entwickelte sich der Ort zu einem der Zentren der finnischen Holz- und Papierindustrie. 1870 kaufte der Unternehmer Antti Ahlström die Schmiede von Noormarkku und baute sie zu einem Industriekomplex um, aus dem der heutige Großkonzern Rautaruukki hervorging. Das Gelände ist zum einen wegen herausragender Bauten der Industriearchitektur des 19. Jahrhunderts von Interesse, besonders aber für das 1938–39 von Alvar Aalto erbaute Wohnhaus Villa Mairea, einem der bedeutendsten Bauten moderner Architektur in Finnland.
Von 1868 bis 2009 stellte Noormarkku eine selbständige Gemeinde dar. Zu ihr zählten neben dem Kirchdorf Noormarkku die Orte Finpyy, Harjakangas, Kahaluoto, Kairila, Lassila, Rudanmaa und Söörmarkku.
Die granitene Pfarrkirche von Noormarkku wurde 1931–33 errichtet, der freistehende Glockenturm mit einer für Finnland untypischen Zwiebelhaube ist ein Relikt des Vorgängerbaus und stammt aus dem Jahr 1757.

## Söhne und Töchter
- Olavi Salonen (1933–2025), Mittelstreckenläufer
- Heli Jukkola (* 1979), Orientierungsläuferin
- Lotta Henttala (* 1989), Radrennfahrerin
- Juho Lammikko (* 1996), Eishockeyspieler